# 1730-as évek
Évszázadok: 17. század · 18. század · 19. század
Évtizedek: 1680-as évek · 1690-es évek · 1700-as évek · 1710-es évek · 1720-as évek · 1730-as évek · 1740-es évek · 1750-es évek · 1760-as évek · 1770-es évek · 1780-as évek
Évek: 1730 · 1731 · 1732 · 1733 · 1734 · 1735 · 1736 · 1737 · 1738 · 1739